# Mikroregion Malé Posázaví
Mikroregion Malé Posázaví byl dobrovolný svazek obcí podle zákona v okresu Benešov a okresu Praha-východ, jeho sídlem byly Chocerady a jeho cílem byl celkový rozvoj mikroregionu a cestovního ruchu. Sdružoval celkem 10 obcí a byl založen v roce 1999. Zanikl 1. února 2018.

## Obce sdružené v mikroregionu
- Chocerady
- Hvězdonice
- Přestavlky u Čerčan
- Lštění
- Čtyřkoly
- Stříbrná Skalice
- Kaliště
- Nespeky
- Poříčí nad Sázavou
- Senohraby